# ポケットスタジアム
『ポケットスタジアム』とは1990年12月14日、アトラスが発売したプロ野球を題材にしたゲームボーイ（GB）ソフトである。
ゲームボーイ2基、同じソフト2つ及び通信ケーブル使用により2人用対戦が可能。

## 概要
本ゲームは他社のプロ野球ゲームによくある選手を動かしてゲームを進行させるものではなく、バッターとピッチャーに焦点を絞り投球及び打撃コースを選択しながらゲームを進行していく、シミュレーション的要素の多いゲームとなっている。
守備及びバッティングに関してはソフトが勝手に選択する。ダブルプレーはあるがエラーはない。
なお、ゲーム上で表示される日本語は全てカタカナで表示される。

## ゲームシステム

### 選択画面
1人用は同じチームと何度も対戦する「NORMAL」モード（相手チーム選択可能）と、選択したチーム以外の全チームと戦う「PENNANT」モード（相手チーム選択不可能）の2つから選べる。その後先攻・後攻を選び、チームを選択する。通信用ケーブル使用の2人用は「NORMAL」のみとなり、1Pが先攻・2Pが後攻となる（チーム選択は可能）。

### ゲームの進行

#### 打撃
打撃形式
最初にネライで打撃範囲をAボタンで選択（Bボタンでキャンセル出来る）、次に縦に長い長方形の9マスのストライクゾーンと、そのストライクゾーンを囲む16マスのボールゾーンから、相手投手のボールコースをAボタンで入力する。ネライの形は次の通り。
- ネライ1：1マスのみの打撃範囲
- ネライ2：横長の2マスの打撃範囲
- ネライ3：縦長の2マスの打撃範囲
- ネライ4：横長の3マスの打撃範囲
- ネライ5：縦長の3マスの打撃範囲
- ネライ6：縦2マス横3マスの6マスの打撃範囲
- ネライ7：縦3マス横2マスの6マスの打撃範囲
- ネライ8：ストライクゾーン一杯の9マスの打撃範囲
- ネライ9：十字型の4マスの打撃範囲。ヒット・ホームラン確率が高いが、コースを外れると必ず空振りとなる

ネライは選手の打率によって視野が異なる、打率’301以上はネライ9、打率’270 - '299以下はネライ8、打率'269以下はネライ6までとなる。
その他
バント打撃をしたい場合は「バント」というコマンドを選択し、ネライ1の打撃範囲からコースを選択する。ただしソフトの仕様上「セーフティバント」というシステムが本ゲームにはない為、実質的に「送りバント」及び「スクイズ」専用のコマンドでもある。
バット振らない場合は「ミオクル」というコマンドがある。このコマンドを選択した場合、投球・打撃結果にバットの表示は出ない。
ランナーが出ている場合は「盗塁」が可能である。「トオルイ」を選択し、動かすランナーを選択する（動かすランナーを選択すると出ているランナーが点滅した表示に変わる）。なお、キャンセルはこの場合のみ再度Aボタンを押すことでキャンセルされ、Bボタンを押すと元の打撃画面に戻る。
因みに本ゲームでは代打システムはない。またセ・リーグ・パ・リーグに関わらずDH制となっている

#### 投球
投球形式
投球はストレート、カーブ、シュート、フォークのコマンドがあり、投手により持ち球が異なる。中にはストレートとカーブしか持ち球がない投手も居る。また、コントロールレベルによって各球種のランクがA - Cまであり、ランクが高いほどスピードボールを投げられる仕組みとなっている。
初期段階で各投手は100％のスタミナを保持している。スタミナは65％前後までは初期状態のランクで球を投げられるが、それ以降は球のスピードが段々と落ち、コントロールも効かなくなる仕組みである。スタミナの減り量は基本的に1球ごとに1％ずつ減っていく仕組みであるがコントロールレベルや相手打者の打席結果、相手チームの得点の入り方などで異なる。例えばホームランを打たれた場合は-4％+得点数分のダメージを受ける。また三振を奪うと+1％の回復を得られる。試合が終わると各選手は+30％のスタミナ回復をして次の試合へ進む形となる。
最初に投球する球種をAボタンで選択（Bボタンでキャンセル出来る）、次に縦に長い長方形の9マスのストライクゾーンと、そのストライクゾーンを囲む16マスのボールゾーンから、投げるコースAボタンで入力する。なお、カーブは右投手の場合（左投手はカーブとシュートのマークが逆に表示）ボールに沿って←の表示、シュートはボールに沿って→の表示、フォークはボールに沿って↓の表示がされる。
その他
敬遠気味のボールを投げる場合は「ハズス」というコマンドがある。このコマンドを選択した場合、投球・打撃結果にボールの表示は出ない。
投手交代
PAUSEボタンを押し、「ピッチャーコウタイ」コマンドを選択して交代できる。

#### 試合
試合終了後「NORMAL」モードは勝ち負けに関わらずゲームの継続/終了が選択でき、先攻・後攻の変更もできる。「PENNANT」モードは勝った場合のみ次の試合へ移れる（先攻・後攻の選択は不可）、負けた場合はゲームオーバーとなりタイトル画面に戻る。
5回裏終了以降、終わった時点で10点以上差が付いた状態だと「アメガフッテキマシタ コールドゲーム（ガチ/マケ）デス」と表示され、試合が強制的に終わる。

## 選手データ
選手データは1990年開幕当時に在籍していた日本プロ野球12球団主要選手（投手6人・打者9人（DH制））のかな2文字が短縮でカタカナ表記で記載されている。当時日本野球機構（NPB）の実名使用ライセンスが認められていない中では珍しかった。
但し、オリックス・ブルーウェーブの山沖之彦選手は「オキ」と表示される等、一部選手は架空名を使用している。
なお、打率・得点・防御率は1990年ペナント終了直前の数値的に近いものもあるが架空である。